# Христианско-демократическая организация Америки
Христианско-демократическая организация Америки (исп. Organización Demócrata Cristiana de América, ODCA) — международное объединение политических партий Латинской Америки, чья идеология основывается на принципах христианской демократии и христианского гуманизма, то есть, гуманизма, признающего наличие духовного измерения у природы человека и преданного идеалам братства. Аффилирована с Центристским демократическим интернационалом, является региональным партнером Европейской народной партии и региональных организаций христианско-демократических партий стран Азии и Африки.
Некоторые из партий-участниц объединения являются правящими в своих странах, другие находятся в оппозиции. В настоящее время объединяет 34 политические партии из 21 страны Латинской Америки, представляющих около 30 % всех зарегистрированных избирателей в своих странах и 10 % от всего населения региона.
Под эгидой Христианско-демократической организации Америки действуют Молодёжная христианско-демократическая организация Америки (исп. Juventud de la Organización Demócrata Cristiana de América, JODCA), «Женщины христианские демократы Америки» (исп. Mujeres Demócrata-Cristianas de América, MUDCA); «Фронт рабочих — христианских демократов Латинской Америки» (исп. Frente de Trabajadores Demócrata-Cristianos de América Latina, FETRALDC); «PARLAODCA» и сеть политических фондов и институтов.

## История
23 апреля 1947 года во время встречи в Монтевидео (Уругвай) группа политических деятелей Аргентины, Бразилии, Чили и Уругвая договорились о необходимости создания международной организации христианских демократов Латинской Америки. Чуть позже к ним присоединились представители христианских демократов Боливии и Перу. На встрече в Монтевидео была создана «Международная секция», в которую вошли Мануэль Висенте Ордоньес (Аргентина), Трисао де Атаиде (Бразилия), Эдуардо Фрей Монтальва (Чили) и Дардо Регулес (Уругвай). Декларация, принятая участниками встречи в Монтевидео 23 апреля 1947 года, провозглашала целью новой организации создание движения на наднациональной основы, которое будет содействовать достижению реальной политической, экономической и культурной демократии на основе принципов христианского гуманизма, уважения к человеческой личности и духа общинного развития, выступая против тоталитаризма.
25—31 июля 1949 года в Католическом клубе Монтевидео прошла вторая встреча с участием представителей Аргентины, Бразилии, Колумбии, Чили, Перу и Уругвая, к которым присоединились политики Эквадора и Боливии.
29 июля 1961 года в Сантьяго (Чили) был основан Всемирный христианско-демократический союз (ныне Центристский демократический интернационал). С момента основания христианско-демократического интернационала Христианско-демократическая организация Америки является его частью и региональной организацией.
На XVI конгрессе 8 октября 2000 в Сантьяго (Чили) была сформулирована текущая стратегия организации, направленная на расширение участия в её работе гуманистических и центристских партий, чьи взгляды близки к христианской демократии.
На внеочередном конгрессе в Панаме (Панама) 7 мая 2011 года был утверждён Устав, которым в настоящее время регулируется деятельность организации.

### Конгрессы
- I конгресс — 23 апреля 1947, Монтевидео (Уругвай)
- II конгресс — 25—31 июля 1949, Монтевидео (Уругвай)
- III конгресс — декабрь 1955, Сантьяго (Чили)
- IV конгресс — сентябрь 1957, Сан-Паулу (Бразилия)
- V конгресс — октябрь 1959, Лима (Перу)
- VI конгресс — 1964, Каракас (Венесуэла)
- VII конгресс — декабрь 1969, Санто-Доминго (Доминиканская республика)
- VIII конгресс — 29 августа—1 сентября 1974, Виллемстад (Кюрасао)
- IX конгресс — ноябрь 1977, Каракас (Венесуэла)
- X конгресс — 3—5 декабря 1981, Каракас (Венесуэла)
- XI конгресс — 1985
- XII конгресс — 1990
- XIII конгресс — 28—30 ноября 1991, Каракас (Венесуэла)
- XIV конгресс — 1—2 июля 1995, Сан-Хосе (Коста-Рика)
- XV конгресс — 2—4 апреля 1998, Сан-Хосе (Коста-Рика)
- XVI конгресс — 8 октября 2000, Сантьяго (Чили)
- XVII конгресс — 25 октября 2003, Каракас (Венесуэла)
- XVIII конгресс — 11 ноября 2006, Сантьяго (Чили)
- XIX конгресс — 30—31 июля 2010, Сан-Сальвадор (Сальвадор)
- XX конгресс — 23—24 августа 2013, Мехико (Мексика).

## Структура
Высшим органом Христианско-демократической организации Америки является Конгресс, избирающий Совет и Руководящий комитет, а также Президиум, который вместе с Исполнительным секретариатом осуществляет оперативное руководство организацией.
- Председатель — Хорхе Морено Осехо (Мексика)[2]
- Исполнительный секретарь — Франсиско Хавьер Хара (Чили)

## Члены
В настоящее время организация объединяет 34 политические партии из 21 стран Латинской Америки.
- Аргентина — Христианско-демократическая партия
- Аргентина — Хустисиалистская партия
- Аруба — Народная партия Арубы
- Боливия — Христианско-демократическая партия
- Бразилия — Демократы
- Венесуэла — КОПЕЙ
- Гаити — Собрание прогрессивных национальных демократов
- Гондурас — Национальная партия Гондураса
- Гондурас — Христианско-демократическая партия Гондураса
- Доминиканская Республика — Социально-христианская реформистская партия
- Колумбия — Колумбийская консервативная партия
- Коста-Рика — Социально-христианская партия единства
- Куба — Кубинское демократическое управление
- Куба — Христианско-демократическая партия Кубы
- Куба — Христианское освободительное движение
- Куба — Кубинский демократический проект
- Кюрасао — Национальная народная партия
- Мексика — Партия национального действия
- Панама — Народная партия
- Парагвай — Христианско-демократическая партия
- Перу — Христианская народная партия
- Сальвадор — Христианско-демократическая партия
- Тринидад и Тобаго — Объединённый национальный конгресс
- Уругвай — Христианско-демократическая партия Уругвая
- Чили — Христианско-демократическая партия
- Эквадор — Христианско-демократический союз

## Партии — наблюдатели
- Бразилия — Бразильская социал-демократическая партия
- Венесуэла — «Конвергенция»
- Гватемала — Гватемальская христианская демократия
- Парагвай — Партия любимого отечества
- Перу — Христианско-демократическая партия
- Суринам — Суринамская народная прогрессивная партия
- Уругвай — Гражданский союз
- Уругвай — Национальная партия